# خرس خاکستری (فیلم ۲۰۱۵)
خرس خاکستری (انگلیسی: Grizzly) فیلمی در ژانر اکشن و مهیج به کارگردانی دیوید هکل است که در سال ۲۰۱۵ منتشر شد.